# Rabka-Zdrój
Rabka-Zdrój là một thị trấn thuộc huyện Nowotarski, tỉnh Małopolskie ở nam Ba Lan. Thị trấn có diện tích 36 km². Đến ngày 1 tháng 1 năm 2011, dân số của thị trấn là 13033 người và mật độ 359 người/km².